# Hellyethira acuta
Hellyethira acuta är en nattsländeart som först beskrevs av Kobayashi 1977.  Hellyethira acuta ingår i släktet Hellyethira och familjen smånattsländor. Inga underarter finns listade i Catalogue of Life.